# Larger than Life (Armin van Buuren & Chef'Special)
Larger than Life is een nummer van de Nederlandse dj Armin van Buuren en de Nederlandse band Chef'Special uit 2024. Het was het officiële themalied van Nederland tijdens het Europees kampioenschap voetbal 2024.

## Achtergrondinformatie
"Lager than Life" gaat over thema's als doorzettingsvermogen, vastberadenheid en samenwerking in het algemeen. "Onze track belichaamt het geloof dat we in elkaar moeten hebben om dromen uit te laten komen", aldus Van Buuren. 
De opnames voor het nummer begonnen in januari 2024. Tijdens de eerste sessies waren Van Buuren en Chef'Special niet tevreden, daarom werd een nieuwe versie gemaakt die uiteindelijk de definitieve single werd. Het nummer werd gedeeltelijk opgenomen tijdens een writers' camp dat gelijktijdig werd gehouden met het trainingskamp van het Nederlands elftal. Daardoor zijn de spelers, onder leiding van aanvoerder Virgil van Dijk, met klappen en achtergrondvocalen op de plaat te horen, zoals te zien is in de officiële "Making Of"-documentaire.
Het nummer werd een hit en bereikte de 22e positie in de Nederlandse Top 40. Begin september 2024 verbrak de plaat het record van grootste Oranjehit uit de Nederlandse Top 40.

## Tracklijst
Muziekdownload
1. "Larger than Life" - 2:55